# Clusia comans
Clusia comans là một loài thực vật có hoa trong họ Bứa. Loài này được (Mart.) Pipoly mô tả khoa học đầu tiên năm 1998.